# Santa María megye (Córdoba)
Santa María egy megye Argentínában, Córdoba tartományban. A megye székhelye Alta Gracia.

## Települések
Önkormányzatok és települések (Municipios y comunas)
- Alta Gracia
- Anisacate
- Bower
- Despeñaderos
- Dique Chico
- Falda del Carmen
- La Cumbrecita
- La Paisanita
- La Rancherita
- La Serranita
- Los Cedros
- Lozada
- Malagueño
- Monte Ralo
- Potrero de Garay
- Rafael García
- San Clemente
- Toledo
- Valle de Anisacate
- Villa Ciudad de América
- Villa del Prado
- Villa La Bolsa
- Villa Los Aromos
- Villa Parque Santa Ana
- Villa San Isidro